# Джонні Флінн (баксетболіст)
Джонні Вільям Флін (англ. Jonny William Flynn; 6 лютого 1989) — американський професійний баскетболіст. Виступає за клуб НБА «Детройт Пістонс» під 8 номером. Позиція — розігрувач.

## Кар'єра у НБА
Флінн був обраний на драфті 2009 під 6 номером клубом «Міннесота Тімбервулвз».
28 жовтня 2009 Флінн дебютував у НБА. У дебютній грі він набрав 18 очок. У цій грі Флінн зробив значний внесок у вольову перемогу своєї команди — «Тімбервулвз» програвали 19 очок «Нью-Джерсі Нетс», але відіграли це відставання та здобули перемогу; Флінн набрав 13 з 18 своїх очок в останній чверті — при тому, що «Тімбервулвз» загалом набрали за останню чверть 31 очко.
14 лютого 2009 Флінн набрав 28 очок у грі проти «Джаз». Гра завершилась з рахунком 110—108, переможне влучання на рахунку Джонні.
18 січня 2010 Флінн встановив новий особистий рекорд результативності в іграх НБА, набравши 29 очок проти «Сіксерс».
За підсумками сезону Флінн потрапив у другу команду новачків НБА.
Через проблеми зі здоров'ям показники Флінна у наступному сезоні погіршились. У сезоні 2009-10 Джонні взяв участь у 81 грі регулярної першості, у всіх іграх він виходив на майданчик у стартовій п'ятірці; у сезоні 2010-11 кількість ігор Джонні зменшилась до 53; 45 з них він розпочав на лаві запасних.
Під час драфту 2011 Флінна продали у «Х'юстон Рокетс».
15 березня 2012 Флінн перейшов у «Портленд Трейл-Блейзерс».
У жовтні 2012 Джонні підписав контракт із «Пістонс».

### Статистика кар'єри в НБА

#### Регулярний сезон
| Сезон   | Команда                 | GP  | GS | MPG  | FG%  | 3P%  | FT%  | RPG | APG | SPG | BPG | PPG  |
| ------- | ----------------------- | --- | -- | ---- | ---- | ---- | ---- | --- | --- | --- | --- | ---- |
| 2009–10 | Міннесота Тімбервулвз   | 81  | 81 | 28.9 | .417 | .358 | .826 | 2.4 | 4.4 | 1.0 | .0  | 13.5 |
| 2010–11 | Міннесота Тімбервулвз   | 53  | 8  | 18.5 | .365 | .310 | .762 | 1.5 | 3.4 | .6  | .1  | 5.3  |
| 2011–12 | Х'юстон Рокетс          | 11  | 0  | 12.3 | .293 | .222 | .786 | .7  | 2.5 | .3  | .1  | 3.4  |
| 2011–12 | Портленд Трейл-Блейзерс | 18  | 1  | 15.6 | .378 | .320 | .720 | 1.7 | 3.8 | .2  | .1  | 5.2  |
| Кар'єра |                         | 163 | 90 | 22.9 | .400 | .338 | .809 | 1.9 | 3.9 | .8  | .0  | 9.2  |